# Bór na Czerwonem
Rezerwat przyrody Bór na Czerwonem – torfowiskowy rezerwat przyrody w Nowym Targu, w powiecie nowotarskim, w województwie małopolskim. Zajmuje powierzchnię 114,66 ha. Wokół rezerwatu utworzono otulinę o powierzchni 68,40 ha. Obszar rezerwatu jest objęty ochroną czynną.

## Historia
Rezerwat „Bór na Czerwonem” jest jednym z najstarszych rezerwatów przyrody w Polsce. Został on ustanowiony decyzją Rady Miasta Nowego Targu 13 października 1925 r. Początkowo funkcjonował pod nazwą „Na Czerwonem” na niewielkiej powierzchni 5 ha (inne źródła podają powierzchnię 2 ha). O jego powołanie zabiegali m.in. botanik i pionier ochrony przyrody w Polsce Władysław Szafer oraz nowotarski biolog i lekarz Edward Lubicz-Niezabitowski. Formalna ochrona nie zapobiegła jednak niszczeniu terenu rezerwatu, m.in. przez wybieranie torfu. Kres temu położyło dopiero powołanie w 1938 r. miejskiego gajowego (służbowo podlegał on kierownictwu Pienińskiego Parku Narodowego), który sprawował nadzór nad rezerwatem.
Po II wojnie światowej rezerwat został powołany ponownie Zarządzeniem Ministra Leśnictwa i Przemysłu Drzewnego z dnia 27 listopada 1956 roku (M.P. z 1956 r. nr 103, poz. 1194). Według aktu powołującego, rezerwat o powierzchni 49,7 ha utworzono w celu zachowania ze względów naukowych i dydaktycznych torfowiska wysokiego z dobrze zachowaną roślinnością charakterystyczną dla tego rodzaju torfowisk na Podhalu. Wówczas rezerwat otrzymał obowiązującą do dziś nazwę „Bór na Czerwonem”. W 2003 r. z inicjatywy Nadleśnictwa Nowy Targ powierzchnię rezerwatu powiększono o kolejne blisko 65 ha, do aktualnych 114,66 ha.
W ostatnich latach problemem jest zarastanie terenu rezerwatu przez drzewa i krzewy. Zmienia to bezleśny dotąd charakter terenu, typowy dla torfowisk wysokich, zwanych w tym regionie pustaciami lub puściznami, a jednocześnie powoduje jego wysuszanie przez zwiększony pobór wody z podłoża. W trybie ochrony czynnej w styczniu 2024 r. rozpoczęto na terenie rezerwatu wycinkę drzew i krzewów w ramach projektu „Karpaty łączą”, finansowanego w tzw. funduszu norweskiego.

## Geologia
Torfowisko „Na Czerwonem” jest jednym z wielu torfowisk wysokich Kotliny Orawsko-Nowotarskiej. Ustępujące lodowce pozostawiły na tych dość równych i płaskich terenach grube pokłady wodonośnych żwirów, które z czasem zostały przykryte warstwą glin, nieprzepuszczalnych dla wody. Na takich stanowiskach, odciętych praktycznie od wód gruntowych, zaczęły powstawać ok. 8 tys. lat temu torfowiska zwane wysokimi z racji tego, iż „rosną” one w górę i z czasem przybierają formę płaskich kopuł. Torfowiska takie, zasilane jedynie wodą opadową, bardzo ubogą w substancje pokarmowe, charakteryzują się niskim wskaźnikiem pH. Decyduje to o specyficznym składzie ich szaty roślinnej.

## Flora
Flora rezerwatu jest stosunkowo uboga. Stwierdzono tu występowanie 15 gatunków wątrobowców, 33 gatunki mchów oraz 65 gatunków roślin kwiatowych i paprotników.
Znaczną część rezerwatu obejmują tereny odkryte, od torfowisk po podmokłe łąki, na których stwierdzono 5 zespołów bezleśnych, rozróżnianych z uwagi na siedlisko i charakterystyczny zestaw gatunkowy roślin. Rosną tu m.in. podbiałek alpejski, storczyk kukułka plamista, a w zagłębieniach ze stojącą wodą przygiełka biała. W rezerwacie występuje też 5 zespołów leśnych. Są to:
- Bór drzewokosy, występujący wyłącznie na kopule torfowiska. Warstwę drzewiastą tworzy sosna drzewokosa, której towarzyszą nieliczne osobniki kosodrzewiny i sosny zwyczajnej. W runie występują gatunki charakterystyczne dla mszarów wysokotorfowiskowych, odpowiedzialne za powstawanie pokładów torfu: kilka gatunków mchów z rodzaju torfowiec i płonnik oraz widłaki: goździsty i jałowcowaty.

- Bór torfowiskowy, rosnący na płaskiej części torfowiska. W zbiorowisku tym występuje drzewostan sosnowy o niewielkim zwarciu 5 – 30%, w którym drzewa mają charakterystyczny parasolowaty pokrój. W runie przeważają bagno zwyczajne i borówka bagienna, którym towarzyszą żurawina drobnoowocowa[5], wełnianka pochwowata i modrzewnica zwyczajna.

- Bór bagienny, w którym warstwę drzew tworzy sosna zwyczajna. Jako domieszka występują tu brzoza czarna, brzoza omszona i świerk pospolity. W podszyciu licznie występują bagno zwyczajne i borówka bagienna.

- Podmokły bór świerkowy z borówką brusznicą.

- Podgórski wilgotny bór trzcinnikowy.

Nazwę „Bór na Czerwonem” rezerwat zawdzięcza powszechnie tu występującemu glonowi Zygonium ericetorum, którego plecha w okresie jesieni przybiera barwę czerwoną.

## Fauna
Faunę większych ssaków rezerwatu reprezentują sarna i lis. Spośród ptaków godne uwagi są myszołów zwyczajny i bocian czarny. Występujący dawniej na terenie rezerwatu cietrzew w ostatnich latach nie był tu już obserwowany, co wiąże się z szybkim postępowaniem sukcesji leśnej.
Spośród kilku gatunków płazów należy wymienić kumaka górskiego, a spośród gadów zaskrońca i żmiję zygzakowatą.

## Znaczenie ponadregionalne rezerwatu
Rezerwat jest także objęty ochroną w ramach programu Natura 2000 – wchodzi w skład dwóch obszarów tej sieci:
- obszaru mającego znaczenie dla Wspólnoty (planowanego specjalnego obszaru ochrony siedlisk) pod nazwą „Torfowiska Orawsko-Nowotarskie” (kod PLH120016, powierzchnia 8255,62 ha)[6][7]
- obszaru specjalnej ochrony ptaków „Torfowiska Orawsko-Nowotarskie” (kod PLB120007, powierzchnia 8218,52 ha)[8].

W 2018 roku rezerwat został wpisany na listę ramsarską pod numerem 2339.

## Turystyka
W 2009 r. na terenie rezerwatu powstała ścieżka edukacyjno-przyrodnicza, zrealizowana w ramach Małopolskiego Regionalnego Programu Operacyjnego. Wybudowane zostały drewniane podesty, prowadzące do platformy widokowej z której można bezpiecznie podziwiać kopułę torfowiska oraz otaczające kotlinę góry: Tatry, Gorce i Pasmo Babiogórskie. Specjalne ułatwienia (w tym droga dojazdowa) umożliwiają korzystanie ze ścieżki osobom niepełnosprawnym. Pięć tablic informacyjnych przedstawia główne informacje o przyrodzie i historii torfowiska i problemach jego ochrony.